# ادشيرة (المنزلة)
ادشيرة هي إحدى مشيخات المملكة المغربية، تتبع جغرافيا لعمالة طنجة أصيلة وإداريًا لالمنزلة. يقدر عدد سكانها بـ 615 نسمة حسب الإحصاء الرسمي للسكان والسكنى لسنة 2004.